# Dents du Midi
Dents du Midi är en bergskedja i Schweiz.   Den ligger i distriktet Saint-Maurice och kantonen Valais, i den sydvästra delen av landet, 100 km söder om huvudstaden Bern.
Dents du Midi sträcker sig 5,5 km i sydvästlig-nordostlig riktning. Den högsta toppen är Haute Cime, 3 257 meter över havet.
Berget är ett prominent berg i omgivningen som klara dagar syns från t.ex. Montreux och Rhônedalen.  
Topografiskt ingår följande toppar i Dents du Midi:
- Cime de L'Est
- Dent de la Chaux
- Dent Jaune
- Gendarme de Sélaire
- Haute Cime
- La Cathédrale
- La Forteresse
- L'Eperon
- Les Doigts
- Tour d'Antème

I omgivningarna runt Dents du Midi växer i huvudsak blandskog. Runt Dents du Midi är det ganska glesbefolkat, med 22 invånare per kvadratkilometer.